# Gemini (chatbot)
Gemini, nekada poznat kao Bard, chatbot je generativne umjetne inteligencije koji je razvio Google. Temelji se na velikom jezičnom modelu (LLM) istog imena i razvijen je kao izravan odgovor na nagli porast OpenAI-jeva ChatGPT-a. Objavljen je u ograničenom kapacitetu u ožujku 2023., prije njegova širenja na ostale zemlje u svibnju iste godine. Otpočetka je bio temeljen na obitelji LaMDA-inih velikih jezičnih modela, poslije na PaLM-u, a od kraja 2023. prešao je na vlastiti model Gemini.

## Povijest
U studenome 2022. OpenAI je predstavio ChatGPT, chatbot temeljen na arhitekturi GPT-3, što je potaknulo ubrzani razvoj Googleovih sustava temeljenih na velikim jezičnim modelima (LLM). Google je već 2021. predstavio prototip LaMDA, koji nije bio javno dostupan. Tijekom 2023. unutar Googlea i DeepMinda pojačani su razvojni napori, uključujući testiranje prototipova poput Apprentice Barda. U ožujku 2023. Google je uveo Bard, generativni chatbot temeljen na modelu LaMDA, isprva dostupan ograničenom broju korisnika. U svibnju iste godine uveden je model PaLM 2, a u lipnju je Bard proširen na  širok raspon država, uz iznimku Europske unije zbog regulatornih zahtjeva, čime je sustav prešao iz pokusne faze u širu javnu primjenu. U tom razdoblju Google se suočavao s pritiskom konkurencije, osobito nakon što je Microsoft najavio integraciju ChatGPT-a u Bingovu tražilicu, čime je otvoreno izazvao Googleovu dominaciju u području internetskog pretraživanja. U prosincu 2023. Google je predstavio Gemini, multimodalni model koji je zamijenio LaMDA u Bardu. U veljači 2024. usluga je preimenovana u Gemini, a istodobno je lansirana mobilna aplikacija. U lipnju 2024. Gemini je zamijenio Googleova Pomoćnika na Pixelovim uređajima, dok je u lipnju 2025. predstavljen Gemini CLI, otvoreni alat za rad s umjetnom inteligencijom putem naredbenog retka.